# Cornelia Jakobs
Cornelia Jakobs, nata Anna Cornelia Jakobsdotter Samuelsson (Nacka, 9 marzo 1992), è una cantante svedese.
Ha rappresentato la Svezia all'Eurovision Song Contest 2022 con il brano Hold Me Closer.

## Biografia
Cornelia Jakobs ha partecipato alle audizioni per il talent show svedese Idol nel 2008, senza però passare. Nel 2010 è entrata a far parte del girl group Love Generation, poi rinominato in Stockholm Syndrome, con cui ha partecipato a Melodifestivalen, il programma di selezione del rappresentante svedese all'Eurovision Song Contest, nel 2011 e nel 2012. Il gruppo è rimasto in attività fino al 2016.
Dal 2018 la cantante pubblica musica come solista. Nel 2021 ha scritto Best of Me, canzone con cui Efraim Leo ha partecipato all'annuale Melodifestivalen. L'anno successivo ha partecipato alla rassegna musicale per la prima volta come solista, presentando l'inedito Hold Me Closer. Dopo aver vinto il televoto nella sua semifinale, è stata incoronata vincitrice nella finale, diventando di diritto la rappresentante svedese all'Eurovision Song Contest 2022 a Torino. Hold Me Closer ha raggiunto la 1ª posizione nella classifica svedese ed è stato certificato doppio disco di platino con oltre 160 000 unità vendute a livello nazionale. Nel maggio successivo, dopo essersi qualificata dalla seconda semifinale, Cornelia Jakobs si è esibita nella finale eurovisiva, dove si è piazzata al 4º posto su 25 partecipanti con 438 punti totalizzati.

## Discografia

### Singoli
- 2018 – Late Night Stories
- 2018 – All the Gold
- 2018 – You Love Me
- 2018 – Animal Island
- 2018 – Shy Love
- 2018 – Locked into You
- 2019 – Hanging On
- 2020 – Dream Away
- 2020 – Weight of the World
- 2022 – Hold Me Closer
- 2022 – Fine
- 2022 – Rise
- 2023 – Live Recordings
- 2023 – Bloody Mind
- 2023 – I Turn to You
- 2023 – Need You Now